# Ayobami Adebayo
Ayọ̀bámi Adébáyọ̀ (sinh ngày 29 tháng 1 năm 1988) là nhà văn người Nigeria.

## Tiểu sử và học vấn
Ayọ̀bámi Adébáyọ̀ sinh ra ở Lagos, Nigeria;ngay sau đó, gia đình cô chuyển đến Ilesa và sau đó đến Ile-Ife, nơi cô sống suốt thời thơ ấu của mình trong Khu vực dành cho nhân viên của Đại học Obafemi Awolowo. Cô học tại Đại học Obafemi Awolowo, lấy bằng Cử nhân và Thạc sĩ Văn học bằng tiếng Anh, và vào năm 2014, cô đã học về viết sáng tạo (tiểu thuyết giả) tại Đại học East Anglia, nơi cô được nhận một học bổng quốc tế. Cô cũng từng học chung với Chimamanda Ngozi Adichie và Margaret Atwood.

## Sự nghiệp viết
Vào năm 2015, cô đã được Financial Times liệt kê là một trong những ngôi sao sáng của văn học Nigeria. Tiểu thuyết đầu tay của cô Stay With Me được xuất bản năm 2017 bởi Canongate Books được ca ngợi và được lọt vào danh sách rút gọn cho giải thưởng Wellcome Book Prize, Giải nữ tác giả truyện giả tưởng Baileys và Giải văn học 9mobile. Tác phẩm cũng lọt vào danh sách đề cử Giải Dylan Thomas Quốc tế. Trước khi xuất bản, tác phẩm đã được đưa vào danh sách rút gọn năm 2013 bởi Kwani? Manuscript Project, một giải thưởng cho tiểu thuyết chưa được xuất bản, trong đó biên tập viên hàng loạt là Ellah Allfrey.
Michiko Kakutani trong bài đánh giá tác phẩm Stay With Me cho tờ báo The New York Times đã miêu tả Adébáyọ̀ là "một người kể chuyện xuất chúng", thêm vào đó: "Cô ấy viết không chỉ với ân sủng đặc biệt mà còn với sự khôn ngoan chân chính về tình yêu, những mất mát và khả năng cứu vớt. Cô đã viết nên một cuốn sách buồn nhưng đầy sức hút với người xem."
Adébáyọ̀ từng là nhà văn làm việc cho Ledig House Omi, Hedgebrook, Viện Văn hóa Sinthian, Trường Nghệ thuật Ox-Bow, Viện Nghệ thuật Siena và Ebedi Hills. Cô đã được ghi danh vào học bổng Miles Morland vào năm 2014 và 2015.

## Tác phẩm

### Sách
- Stay With Me. Canongate Books, 2017 (ISBN 978-1782119463).[27]

### Tác phẩm khác
Một trong những câu chuyện của Adébáyọ̀ đã được đánh giá cao trong Cuộc thi viết truyện ngắn về thịnh vượng chung năm 2009. Những bài thơ và những câu chuyện của cô đã được xuất bản trên nhiều tạp chí và tuyển tập, bao gồm East Jasmine Review, Tạp chí Farafina, Tạp chí Saraba, Kalahari Review, Tạp chí Lawino, Speaking for the Generations: An Anthology of New African Writing, Off the Coast: Maine’s International Journal of Poetry, Ilanot Review và Gambit: Newer African Writing. Cô cũng viết các tác phẩm phi hư cấu cho Elle UK và BBC.